# Lista de emissoras de televisão de Santa Catarina
Esta é uma lista de emissoras de televisão do estado brasileiro de Santa Catarina. São 29 emissoras concessionadas pela ANATEL. Pela lei, uma Retransmissora de Televisão (RTV) fora da Amazônia Legal pode gerar programação local limitada e não pode vender espaços comerciais (caso da TV Litoral Sul). As emissoras podem ser classificadas pelo nome, canal analógico, canal digital, cidade de concessão, sede, razão social, afiliação e prefixo.

## Canais abertos
| Nome                 | CA | CD      | Concessão          | Sede               | Razão social                                            | Afiliação                                        | Prefixo |
| -------------------- | -- | ------- | ------------------ | ------------------ | ------------------------------------------------------- | ------------------------------------------------ | ------- |
| NDTV Blumenau        | —  | 9 (30)  | Blumenau           | Blumenau           | TV Top Ltda.                                            | Record .2/.3 Educa SC                            | ZYQ 653 |
| NDTV Chapecó         | —  | 10 (30) | Chapecó            | Chapecó            | TV O Estado Ltda.                                       | Record .2/.3 Educa SC                            | ZYB 769 |
| NDTV Criciúma        | —  | 3 (28)  | Xanxerê            | Criciúma           | Televisão Xanxerê Ltda.                                 | Record .2/.3 Educa SC                            | ZYQ 660 |
| NDTV Florianópolis   | —  | 4 (30)  | Florianópolis      | Florianópolis      | TV O Estado Florianópolis Ltda.                         | Record .2/.3 Educa SC                            | ZYB 771 |
| NDTV Itajaí          | 10 | 28      | Itajaí             | Itajaí             | TV Vale do Itajaí Ltda.                                 | Record .2/.3 Educa SC                            | ZYB 768 |
| NDTV Joinville       | —  | 8 (30)  | Joinville          | Joinville          | TV Cidade dos Príncipes Ltda.                           | Record .2/.3 Educa SC                            | ZYP 269 |
| NSC TV Blumenau      | —  | 3 (34)  | Blumenau           | Blumenau           | TV Coligadas de Santa Catarina S.A.                     | TV Globo                                         | ZYB 760 |
| NSC TV Centro-Oeste  | —  | 6 (34)  | Joaçaba            | Joaçaba            | Televisão Joaçaba Ltda.                                 | TV Globo                                         | ZYB 770 |
| NSC TV Chapecó       | —  | 12 (33) | Chapecó            | Chapecó            | Televisão Chapecó S/A                                   | TV Globo                                         | ZYQ 651 |
| NSC TV Criciúma      | —  | 9 (34)  | Criciúma           | Criciúma           | NSC TV Criciúma Ltda.                                   | TV Globo                                         | ZYB 762 |
| NSC TV Florianópolis | —  | 12 (33) | Florianópolis      | Florianópolis      | NC Comunicações S.A.                                    | TV Globo                                         | ZYB 763 |
| NSC TV Joinville     | —  | 5 (33)  | Joinville          | Joinville          | Cia. Catarinense de Rádio e Televisão                   | TV Globo                                         | ZYB 765 |
| Rede Bela Aliança    | 7  | 22      | Rio do Sul         | Rio do Sul         | Fundação Osny José Gonçalves                            | TV Brasil                                        | ZYB 774 |
| Record News SC       | —  | 6 (31)  | Florianópolis      | Florianópolis      | Televisão Cultura S/A                                   | Record News                                      | ZYB 761 |
| RTV Criciúma         | —  | 19 (27) | Criciúma           | Criciúma           | Sociedade Educativa Criciúma de Televisão S/S           | TV Brasil                                        | RTV     |
| SCC SBT              | 10 | 46      | Lages              | Florianópolis      | Televisão Lages Ltda.                                   | SBT                                              | ZYB 764 |
| TV Araucária         | —  | 13 (21) | Lages              | Lages              | Rádio e TV Araucária Ltda.                              | Rede Gospel                                      | ZYQ 663 |
| TV Brasil Esperança  | 21 | 22      | Itajaí             | Itajaí             | Fundação Cultural e Educacional de Itajaí               | TV Brasil                                        | ZYB 775 |
| TV Brasil Esperança  | —  | 11 (21) | Joinville          | Joinville          | Fundação Cultural e Educacional de Itajaí               | TV Brasil                                        | ZYB 781 |
| TV Canção Nova SC    | —  | 23 (22) | Florianópolis      | Florianópolis      | Fundação Educar-Sul Brasil                              | TV Canção Nova                                   | ZYB 783 |
| TV Barriga Verde     | —  | 9 (32)  | Florianópolis      | Florianópolis      | TV Barriga Verde S.A.                                   | Rede Bandeirantes                                | ZYB 766 |
| TV Legislativa       | —  | 4 (43)  | Blumenau           | Blumenau           | Câmara dos Deputados                                    | .1 TV Câmara .3 TVAL .4 TV Senado                | ZYQ 662 |
| TV Primavera         | 12 | 50      | Criciúma           | Criciúma           | TV Primavera de Criciúma Ltda.                          | RIT Notícias                                     | ZYB 784 |
| TV Sul Catarinense   | —  | 5 (28)  | Araranguá          | Araranguá          | Fundação Ângelo Redivo                                  | TV Brasil                                        | ZYB 785 |
| TV UFSC              | —  | 63 (47) | Florianópolis      | Florianópolis      | EBC - Empresa Brasil de Comunicação S.A.                | TV Brasil                                        | ZYP 265 |
| Univali TV           | —  | 18 (14) | Itajaí             | Itajaí             | Fundação Universidade do Vale do Itajaí                 | Canal Futura                                     | ZYQ 661 |
| TVAL                 | —  | 61 (43) | Florianópolis      | Florianópolis      | Câmara dos Deputados                                    | .1 TV Câmara .2 TV Senado .4 TV Câmara Municipal | ZYQ 654 |
| TVC Panorama         | 11 | 43      | Balneário Camboriú | Balneário Camboriú | Fundação de Radiodifusão Rodesindo Pavan                | TV Cultura                                       | ZYB 778 |
| UNITV                | 4  | 43      | Tubarão            | Tubarão            | Fundação Universidade do Sul de Santa Catarina - UNISUL | TV Cultura                                       | ZYB 780 |

* - Em implantação

### Extintos
| Nome                     | Canal | Cidade de concessão | Período de existência |
| ------------------------ | ----- | ------------------- | --------------------- |
| TV Caracol               | 2     | Florianópolis       | 1988-1994             |
| TV Cultura Florianópolis | 2     | Florianópolis       | 1994-2009             |
| TV Maravilha             | 15    | Maravilha           | 2009-2010             |
| Canal 19                 | 19    | Criciúma            | 2000-2016             |
| Furb TV                  | 13    | Blumenau            | 1997-2018             |

## Canais fechados
- TV Legislativa
- TV Mocinha (SescTV)
- TvUNO